# Hosťovce (okres Košice-okolí)
Hosťovce (dříve Vendégi, Hosťovce nad Bodvou; maďarsky Bódvavendégi) jsou obec na Slovensku v okrese Košice-okolí. 

## Místopis
Obec leží 38 kilometrů jihozápadně od Košic, přibližně 600 metrů od maďarské státní hranice. Nejbližšími obcemi jsou Chorváty ležící 1,5 km jihovýchodně, Turňa nad Bodvou vzdálená 4 km na sever a maďarská obec Hidvégardó, která se nachází přibližně 1,5 km jihozápadně od Hosťovcí. 

## Historie
První písemná zmínka o obci pochází z roku 1360. V následujících písemnostech byly Hosťovce označovány názvem Vendighi a Wendig, později jako Wendégi a v polovině 19. století se název ustálil na formě Vendégi. V uherském geografickém lexikonu z roku 1851 je obec uvedena jako maďarská s 505 obyvateli. Statistika z roku 1910 Hosťovce uváděla pod názvem Bódvavendégi a vykazovala zde 427 obyvatel, z toho bylo 421 Maďarů, 2 Slováci, 1 Chorvat a 3 jiné, resp. nezjištěné národnosti.
Po první světové válce připadla obec na základě Trianonské mírové smlouvy Československé republice. V meziválečném období nesla obec poslovenštěný název Vendégi či Vendíg, ale objevovaly se i názvy Bodvaves a Hosťovce nad Bodvou. Kromě toho se stále používal i maďarský název Bodvavendégi. V listopadu 1938 po Vídeňské arbitráži připadla obec Maďarsku, ale po druhé světové válce byla znovu přičleněna k ČSR. V roce 1948 došlo ke změně názvu poslovenštěním názvu Vendégi podle slova vendég-hosť na Hosťovce. V letech 1964 až 1990 byla obec společně s Chorváty a Turnianskou Novou Vsí součástí obce Nová Bodva. 

## Obyvatelstvo
Podle sčítání obyvatel z roku 2001 žilo v Hosťovcích 202 obyvatel, z toho bylo 182 maďarské, 19 slovenské a 1 jiné národnosti. V roce 2009 zde žilo 183 obyvatel převážně maďarské národnosti. 

## Kultura a zajímavosti

### Památky
- Kostel reformované církve, jednolodní pozdněbarokní stavba s polygonálním ukončením presbytáře a věží tvořící součást stavby z roku 1787. Stavebními úpravami prošel v letech 1818–1819, 1820 a 1909.[6] Hlavní fasádě dominuje rizalit, okna jsou lemována šambránami. Věž je ukončena barokní střechou.

- Římskokatolický kostel sv. Emericha, jednolodní barokní stavba se segmentově ukončeným presbytářem a předsunutou věží z roku 1730. Stavebními úpravami prošel v letech 1802 a 1969.[7] Kostel má hladkou fasádu, okna jsou segmentové ukončena. Věž je členěna kordonovou římsou a ukončena střechou ve tvaru jehlanu. Stavba je obehnána kamennou zdí.